# Wyżnie Mylne Wrótka
Wyżnie Mylne Wrótka (niem. Mittleres Irr Törl, słow. Prostredná mylná bránka, węg. 'Középső-Útvesztő-rés) – płytka przełączka w Grani Kościelców, a dokładniej w południowej grani Zadniego Kościelca między Zadnim Kościelcem (2162 m) a Mylną Kopą (2159 m) w polskich Tatrach Wysokich. Ze względu na litą skałę, niewielkie trudności techniczne i niezwykłą urodę grań ta jest często przechodzona przez kursantów i początkujących taterników. Stąd jej popularność i nieco żartobliwa nazwa Grań Praojców. Zarówno na wschodnią stronę (do Doliny Czarnej Gąsienicowej), jak i na zachodnią (do Zadniego Koła) przełączka opada ścianami.
Pierwsze przejście: Zygmunt Klemensiewicz i Roman Kordys 11 lipca 1906 r. (w czasie przejścia grani Kościelec – Mylna Przełęcz i z powrotem). Podczas tego przejścia zerwali z praktykowaną do tej pory zasadą wspinaczki tylko z przewodnikiem.